# Męcinka
Męcinka (Duits: Herrmannsdorf) is een dorp in het Poolse woiwodschap Neder-Silezië, in het district Jaworski. De plaats maakt deel uit van de gemeente Męcinka.